# 牡馬
牡馬（おうま、おすうま、ぼば、おま）とは、オスの馬のこと。雄馬（おすうま、おうま）とも言う。
メスの馬を表す対義語として、牡馬に対しては牝馬（めうま、めすうま、ひんば、めま）、雄馬に対しては雌馬（めすうま、めうま）がある。

## 呼び分け
日本語では、繁殖用牡馬（種付け用の牡馬）を、俗語で種馬（たねうま、しゅば。cf. wikt:jp）、通用語および専門用語で種牡馬（しゅぼば。cf. wikt:jp）と言い、去勢された牡馬を騸馬（せんば）と言う。幼獣・若獣全般は、雌雄の区別無く 仔馬 / 子馬（こうま）と言うが、そればかりか、ウマだけでなくシマウマなどをも含むウマ科動物の幼獣・若獣全般を区別無く 仔馬 / 子馬と呼ぶ。
英語では、"male horse" が「牡馬」を意味するほか、"stallion （wikt:jp. スタリオン）" は、「（成長した）牡馬」、「去勢されていない牡馬」、「種馬」、「種牡馬」を意味し、"gelding （wikt:en. ゲルディング）" は「騸馬」を意味する。なお、牝馬は "female horse" が「牝馬」全般を意味するほか、"mare （wikt:jp. メアー）" は、「（成長した）牝馬」、「繁殖用牝馬（種付け用の牝馬）」、「母馬」を意味する。オスの "foal" （wikt:en. フォール、仔馬を含む若い馬）は "colt" （wikt:en. コルト）と言い、仔馬を含む牝の若い馬を意味する "filly" （wikt:en. フィリー）と区別する。

## 競技における牡馬
日本における馬術・競馬等の業界用語では、牡馬は「ぼば」、牝馬は「ひんば」と呼ぶことが多い。
競走馬として優秀な成績を残して引退した牡馬は、種牡馬となって子孫にその高い能力を伝えていく。また、自身の成績が芳しくなくても、両親や兄弟など近親に非常に優秀な競走馬がいる場合は、種牡馬となることがある。種牡馬一頭で多数の繁殖牝馬に種付けを行うことができるため、種牡馬になることができる牡馬の数は、繁殖牝馬になる牝馬の数に比べて非常に少ない。
また、牡馬として生まれても、気性が悪く思うような成績を残せない競走馬は、去勢され、騸馬となることがある。牝馬については去勢することはない。
牡馬の競走能力は、平均すれば牝馬をやや上回っている。日本の競馬では、同年齢の牡馬と牝馬が同じ競走に出走する場合には、基本的に牝馬の斤量（競走において馬が背負う重さ）を2kg軽くする。それでも牡馬牝馬混合の大レースを制する馬は牡馬が多く、馬齢3歳以降の時期にその傾向は顕著である。